# Lijst van voetbalinterlands Afghanistan - Nepal
Deze lijst van voetbalinterlands is een overzicht van alle officiële voetbalinterlands tussen de nationale teams van Afghanistan en Nepal. De landen hebben tot nu toe zeven keer tegen elkaar gespeeld. De eerste ontmoeting was een kwalificatiewedstrijd voor de Azië Cup 2004 op 18 maart 2003 in Kathmandu. Het laatste duel, een vriendschappelijke wedstrijd, vond plaats in Doesjanbe (Tadzjikistan) op 16 november 2024.

## Wedstrijden
| № | Plaats        | Datum            | Competitie                          | Wedstrijd           | Uitslag |
| - | ------------- | ---------------- | ----------------------------------- | ------------------- | ------- |
| 1 | Kathmandu     | 18 maart 2003    | Azië Cup 2004 kwalificatie          | Nepal − Afghanistan | 4 − 0   |
| 2 | Petaling Jaya | 17 oktober 2008  | Vriendschappelijk                   | Nepal − Afghanistan | 2 − 2   |
| 3 | Dhaka         | 9 december 2009  | Zuid-Azië Cup 2009                  | Afghanistan − Nepal | 0 − 3   |
| 4 | Kathmandu     | 7 april 2011     | AFC Challenge Cup 2012 kwalificatie | Nepal − Afghanistan | 1 − 0   |
| 5 | New Delhi     | 9 december 2011  | Zuid-Azië Cup 2011                  | Afghanistan − Nepal | 1 − 0   |
| 6 | Kathmandu     | 8 september 2013 | Zuid-Azië Cup 2013                  | Nepal − Afghanistan | 0 − 1   |
| 7 | Doesjanbe     | 16 november 2024 | Vriendschappelijk                   | Nepal − Afghanistan | 2 − 0   |

## Samenvatting
| Competitie                     | Totaal gespeeld | Winst Afghanistan | Gelijk | Winst Nepal | Doelsaldo Afghanistan – Nepal |
| ------------------------------ | --------------- | ----------------- | ------ | ----------- | ----------------------------- |
| Azië Cup-kwalificatie          | 1               | 0                 | 0      | 1           | 0 − 4                         |
| AFC Challenge Cup-kwalificatie | 1               | 0                 | 0      | 1           | 0 − 1                         |
| Zuid-Azië Cup                  | 3               | 2                 | 0      | 1           | 2 − 3                         |
| Vriendschappelijk              | 2               | 0                 | 1      | 1           | 2 − 4                         |
| Totaal                         | 7               | 2                 | 1      | 4           | 4 − 12                        |

Wedstrijden bepaald door strafschoppen worden, in lijn met de FIFA, als een gelijkspel gerekend.